# ستيفن شيلينغ
ستيفن شيلينغ (بالإنجليزية: Stephen Schilling)‏ هو لاعب كرة قدم أمريكية أمريكي، ولد في 21 يوليو 1988 في بالفيو في الولايات المتحدة.

## وصلات خارجية
- ستيفن شيلينغ على موقع مرجع كرة القدم المحترفة.كوم (الإنجليزية)